# 约翰内斯·莱梅纳
约翰内斯·莱梅纳（1905年3月6日—1977年3月29日）通常简称莱梅纳，是已故印度尼西亚政治家，新教基督徒。他是印度尼西亚基督教党的创始人，曾长期担任印尼卫生部长之职，曾任副首席部长、副总理等要职。九三零事件后，他是唯一一位没有与失势的苏加诺总统保持距离的政治家。